# Mexicaanse prairiehond
De Mexicaanse prairiehond (Cynomys mexicanus)  is een zoogdier uit de familie van de eekhoorns (Sciuridae). De wetenschappelijke naam van de soort werd voor het eerst geldig gepubliceerd door Merriam in 1892.